# Princess Cruises
Princess Cruises est une compagnie maritime américaine spécialisée dans les croisières. Elle appartient au groupe Carnival Group, qui détient également d’autres compagnies dont Carnival Cruise Lines, la Cunard, la Holland America Line et Costa Croisières.

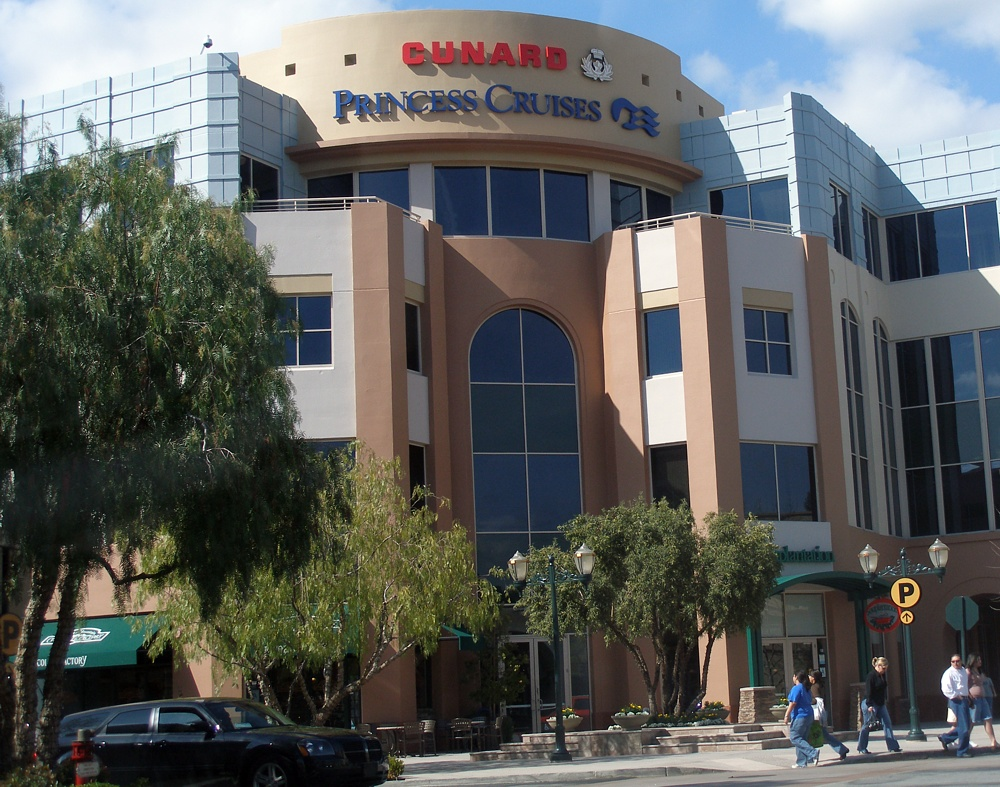
Le siège social de la compagnie à Santa Clarita.

## Flotte
En juillet 2025, la compagnie exploite 17 navires de croisière .
| Nom du navire      | Image | Numéro IMO | Année de mise en service | Tonnage    | Classe       |
| ------------------ | ----- | ---------- | ------------------------ | ---------- | ------------ |
| Caribbean Princess |       | 9215490    | 2004                     | 113 000 jb | Grand class  |
| Coral Princess     |       | 9229659    | 2002                     | 92 000 jb  | Classe Sun   |
| Crown Princess     |       | 9293399    | 2006                     | 113 000 jb | Grand class  |
| Diamond Princess   |       | 9228198    | 2004                     | 113 000 jb | Grand class  |
| Discovery Princess |       | 9837468    | 2022                     | 143 700 jb | Royal class  |
| Emerald Princess   |       | 9333151    | 2007                     | 113 000 jb | Grand class  |
| Enchanted Princess |       | 9807126    | 2020                     | 143 700 jb | Royal class  |
| Golden Princess    |       | 9192351    | 2001                     | 109 000 jb | Grand class  |
| Grand Princess     |       | 9104005    | 1998                     | 109 000 jb | Grand class  |
| Island Princess    |       | 9230402    | 2003                     | 91 627 jb  | Classe Sun   |
| Majestic Princess  |       |            | 2017                     | 142 000 jb | Royal classe |
| Pacific Princess   |       | 9187887    | 1999                     | 30 277 jb  | Classe R     |
| Regal Princess     |       | 9187899    | 2014                     | 142 000 jb | Royal classe |
| Royal Princess     |       | 9584712    | 2013                     | 142 000 jb | Royal classe |
| Ruby Princess      |       | 9378462    | 2008                     | 113 000 jb | Grand class  |
| Sapphire Princess  |       | 9228186    | 2004                     | 109 000 jb | Grand class  |
| Sea Princess       |       | 9150913    | 1999                     | 77 499 jb  | Classe Sun   |
| Sky Princess       |       | 9802396    | 2019                     | 145 281 jb | Royal Class  |
| Star Princess      |       | 6419057    | 2002                     | 109 000 jb | Grand class  |
| Sun Princess       |       | 9000259    | 1995                     | 77 499 jb  | Classe Sun   |

### Futur navire
| Nom du navire | Image | Numéro IMO | Année de mise en service | Tonnage    | Classe |
| ------------- | ----- | ---------- | ------------------------ | ---------- | ------ |
| TBA           |       | -          | 2023 (prévision)         | 175 000 jb |        |
| TBA           |       | -          | 2025 (prévision)         | 175 000 jb |        |

### Anciens navires
| Nom du navire          | Image                              | Numéro IMO | Années d’exploitation par Princess Cruises | Tonnage   | Statut                                                                  |
| ---------------------- | ---------------------------------- | ---------- | ------------------------------------------ | --------- | ----------------------------------------------------------------------- |
| Princess Patricia (en) | Sous le nom de China Sea Discovery | -          | 1965-1966                                  | 6 062 jb  | Détruit à Kaohsiung en 1995                                             |
| Princess Italia (en)   | Sous le nom d’Italia               | 6513994    | 1967-1973                                  | 12 263 jb | Détruit à Alang en 2012                                                 |
| Princess Carla         | Sous le nom de Pallas Athena       | 5116098    | 1968-1970                                  | 20 469 jb | Détruit à Aliağa en 1994                                                |
| Sun Princess           | Sous le nom de Southern Cross      | 7211517    | 1974-1989                                  | -         | Coulé le 27 février 2016                                                |
| Sea Princess           | Sous le nom d’Oceanic II           | 6512354    | 1979-2005                                  | 28 891 jb | Détruit à Alang en 2015                                                 |
| Royal Princess         | Sous le nom de Royal Princess      | 8201480    | 1984-2005                                  | 44 348 jb | En service pour Phoenix Reisen (en) sous le nom d’Artania               |
| Sky Princess           | Sous le nom de Sky Princess        | 8024026    | 1988-2000                                  | 46 087 jb | Détruit à Aliağa en 2013                                                |
| Star Princess          | Sous le nom d’Ocean Village        | 8611398    | 1989-1997                                  | 63 500 jb | En service pour Ocean Village sous le nom d’Ocean Village               |
| Golden Princess        | Sous le nom de China Sea Discovery | 7218395    | 1993-1996                                  | 28 388 jb | En service pour la Fred. Olsen Cruise Lines sous le nom de Boudicca     |
| Pacific Princess       | Sous le nom de Pacific Princess    | 7018563    | 1975-2002                                  | 19 903 jb | Détruit à Aliağa en 2013                                                |
| Island Princess        | Sous le nom d’Island Princess      | 7108514    | 1972-1999                                  | 20 186 jb | Détruit à Alang en 2014                                                 |
| Fair Princess          | Sous le nom de China Sea Discovery | 5063629    | 1988-1997                                  | 16 627 jb | Détruit à Alang en 2005                                                 |
| Dawn Princess          | Sous le nom de Fairwind            | 5347245    | 1988-1993                                  | 21 985 jb | Détruit à Alang en 2004                                                 |
| Crown Princess         | Sous le nom d’AidaBlu              | 8521220    | 1990-2002                                  | 63 524 jb | En service pour Ocean Village sous le nom d’Ocean Village 2             |
| Regal Princess         | Sous le nom de Regal Princess      | 8521232    | 1991-2007                                  | 69 845 jb | En service pour P & O Cruises Australia sous le nom de Pacific Dawn     |
| Ocean Princess         | Sous le nom d’Oceana               | 9169550    | 2000-2002                                  | 77 499 jb | En service pour P & O Cruises sous le nom d’Oceana                      |
| Dawn Princess          |                                    | 9103996    | 1997-2017                                  | 77 499 jb | En service pour P & O Cruises Australia sous le nom de Pacific Explorer |
| Royal Princess         | Sous le nom de Royal Princess      | 9210220    | 2007-2011                                  | 30 277 jb | En service pour P & O Cruises sous le nom d’Artania                     |
| Ocean Princess         | Sous le nom d’Ocean Princess       | 9187899    | 2002-2016                                  | 30 277 jb | En service pour Oceania Cruises sous le nom de Sirena                   |

## Entreprises partenaires
La compagnie Princess Cruises sous-traite certains services à d'autres sociétés :
- Steiner Leisure, pour les services de spa.
- Elite Golf Cruises, pour les cours de golf

## Violations répétées des lois environnementales
En 2002, la Carnival Corporation a plaidé coupable devant le tribunal de grande instance des États-Unis à Miami pour falsification de documents concernant les eaux de cale contaminées par des hydrocarbures que six de ses navires avaient jetées à la mer de 1996 à 2001. La société Carnival Corporation a été condamnée à payer 18 millions de dollars d’amendes et de travaux d'intérêt général, cinq ans de probation et l'obligation de se soumettre à un programme mondial de conformité environnementale supervisé par les tribunaux pour chacun de ses navires de croisière.
Une amende de 40 millions de dollars a été infligée en 2016 à Princess Cruise Lines pour avoir déversé des déchets mazoutés dans les mers et menti pour le dissimuler. Selon les autorités fédérales, il s'agissait de la "plus grande sanction pénale jamais infligée" pour la pollution intentionnelle d'un navire. Les fonctionnaires ont déclaré que ces pratiques avaient commencé en 2005 et avaient persisté jusqu'en août 2013, lorsqu'un ingénieur récemment embauché avait révélé l'affaire (du coup, il a été viré). Dans le cadre de son accord de plaidoyer, les navires de la société mère Carnival Cruise lines, ont été soumis à un plan de conformité environnementale supervisé par un tribunal pendant cinq ans.
En 2019, pour violation des conditions de probation de 2016, le juge fédéral Patricia Seitz menace de bloquer l'accès des navires du groupe aux ports des États-Unis et condamnées Carnival et Princess Cruise Lines à payer une amende supplémentaire de 20 millions de dollars. Les nouvelles violations incluaient le déversement de plastique dans les eaux des Bahamas et dans l'enceinte du parc national de Glacier Bay, en Alaska, la falsification de dossiers et l'interférence avec la supervision du tribunal.